# フレゼリク・クリスチャン1世
フレゼリク・クリスチャン1世またはフリードリヒ・クリスティアン1世（丁:Frederik Christian 1. af Slesvig-Holsten-Sønderborg-Augustenborg；独:Friedrich Christian I. von Schleswig-Holstein-Sonderburg-Augustenburg, 1721年4月21日 - 1794年11月13日）は、シュレースヴィヒ＝ホルシュタイン＝ゾンダーブルク＝アウグステンブルク（アウグステンボー）公（在位：1754年 - 1794年）。

## 生涯
アウグステンボー公クリスチャン・アウグスト1世（1696年 - 1754年）とその妻フレゼリッケ・ルイーセ・ダンネスキョル＝サムセー（Frederikke Louise Danneskiold-Samsøe, 1699年 - 1744年）の長男。1754年に父が死ぬとアウグステンボー城（Augustenborg Slot）とその付属領およびグローステン（Gråsten）を相続した。アウグステンボー公爵家のシュレースヴィヒ公国とホルシュタイン公国に対する継承権を放棄する代わりに、本家筋のデンマーク王から高額の補償金およびアルス島とスンデヴェ（Sundeved）を手に入れた。これにより、フレゼリク・クリスチャンはシュレースヴィヒ地方最大の地主となった。彼はこの裕福な財政事情のおかげで、一族伝来の居城であるアウグステンボー城を改築することが出来た。

## 子女
フレゼリク・クリスチャンは1762年、同族のシュレースヴィヒ＝ホルシュタイン＝ゾンダーブルク＝プレーン公フリードリヒ・カール（フレゼリク・カール）の娘シャルロッテ・アマーリエ・ヴィルヘルミーネ（1744年 - 1770年）と結婚し、間に7人の子女をもうけたが、うち3人は夭折した。
- ルイーセ（1763年 - 1764年）
- ルイーセ・シャルロッテ・カロリーナ（1764年 - 1815年）
- フレゼリク・クリスチャン2世（1765年 - 1814年） - アウグステンボー公
- フレゼリク・カール・エミール（1767年 - 1841年） - デンマークの将軍、ゾフィー・フォン・シール男爵夫人と結婚
- クリスチャン・アウグスト（1768年 - 1810年） - デンマークの将軍、のちスウェーデン王位継承者
- ソフィー・アマーリエ（1769年）
- カール・ヴィルヘルム（1770年 - 1771年）